# Rauvolfia polyphylla
Rauvolfia polyphylla là một loài thực vật có hoa trong họ La bố ma. Loài này được Benth. miêu tả khoa học đầu tiên năm 1841.